# 28 Years Later
28 Years Later er en post-apokalyptisk gyserfilm produceret og instrueret af Danny Boyle og skrevet af Alex Garland. Det er den tredje film i 28 Days Later-serien, efter 28 Days Later (2002) og 28 Weeks Later (2007). Filmen har Jodie Comer, Aaron Taylor-Johnson og Ralph Fiennes i hovedrollerne. Filmen markerer tilbagevenden for Boyle, Garland og filmfotograf Anthony Dod Mantle til serien, som alle arbejdede på den originale 28 Days Later-film. Filmens hovedrolle fra den første film, Cillian Murphy, fungerer også som executive producer.

## Handling
Det er næsten tre årtier siden, at Rage-virussen slap ud fra et medicinsk forskningslaboratorium, og i en nådesløst håndhævet karantæne har nogle fundet måder at overleve blandt de smittede. En sådan gruppe overlevere bor på en lille ø, der er forbundet med fastlandet via en enkelt, stærkt bevogtet dæmning. Da et medlem af gruppen forlader øen på en mission ind i fastlandets mørke hjerte, opdager de hemmeligheder, vidundere og rædsler i den ydre verden.